# 리미트리스 (드라마)
《리미트리스》(영어: Limitless)는 2015년 9월 22일부터 2016년 4월 26일까지 방영한 드라마로, 2011년 동명 영화를 원작으로 한다.

## 출연

### 메인
- 제이크 맥도먼
- 제니퍼 카펜터
- 힐 하퍼
- 메리 엘리자베스 매스트런토니오

### 반복 출연
- 브래들리 쿠퍼
- 리오 팁턴
- 론 리프킨
- 블레어 브라운
- 마이클 제임스 쇼
- 콜린 새먼
- 데즈먼드 해링턴
- 조지나 헤이그